# Satspuljen
Satspuljen betegner de penge, der som følge af satsreguleringsprocenten årligt reserveres til særlige tiltag på social-, sundheds- og arbejdsmarkedsområdet med henblik på at forbedre vilkårene for modtagere af overførselsindkomster og svage grupper i samfundet. I 2009 bestod satspuljen af 846 mio. kr. 2017-puljen er på cirka en milliard.
Den akkumulerede satspulje udgjorde i 2018 ca. 14,8 mia. kr. (se link til finansministeriet og videre til VIVE-rapport). Med finansloven for 2019 stoppede regeringen og Dansk Folkeparti for tilførsel af nye midler til puljen, og fra Finanslov 2022 er den helt væk. Permanente bevillinger finansieret af Satspuljen er dermed flyttet over som bevillinger på finansloven.
Pengene til puljen tages fra den automatiske regulering af overførselsindkomsterne der derfor stiger 0,3 pct mindre end den gennemsnitlige lønudvikling på arbejdsmarkedet. 
Tidligere havde overførselsindkomsterne været reguleret, så de præcist fulgte lønudviklingen.Overførselsindkomsterne reguleres med en satsreguleringsprocent, hvis størrelse fastsættes årligt af Finansministeriet på baggrund af den almindelige lønudvikling. I perioden 1993-2010 blev satspuljen årligt forøget. Siden har lønstigningerne på arbejdsmarkedet kun i et enkelt år i perioden 2011-2014 været så høje, at satspuljen blev forøget
Satspuljen blev etableret som resultat af et forlig indgået i maj 1990 mellem Socialdemokratiet, Det Konservative Folkeparti, Socialistisk Folkeparti, Det Radikale Venstre, Venstre, Centrum-Demokraterne og Kristeligt Folkeparti. Forliget blev senere tiltrådt af Dansk Folkeparti. Siden er også Liberal Alliance og Alternativet tiltrådt forliget.  
Hvert efterår forhandler partierne bag satspuljeforliget om fordelingen af satspuljemidlerne i en række ministerier, og den endelige aftale indgås i slutningen af oktober/midten af november. Socialdemokraterne, Det Radikale Venstre, Det Konservative Folkeparti, Socialistisk Folkeparti, Venstre og Dansk Folkeparti udgør i dag satspuljepartierne, og de justerede senest ordningen ved et forlig i 2003. Enhedslisten nægter som hovedregel at deltage i fordelingen af satspuljemidlerne, idet de er imod eksistensen af puljen, som de opfatter som tyveri fra samfundets svageste, idet midlerne er taget fra overførselsindkomsterne.
Satspuljemidlerne anvendes i 10 ministerier, men mest i Ministeriet for Børn, Ligestilling, Integration og Sociale Forhold, som administrerer ca. 63 %, mens Ministeriet for Sundhed og Forebyggelse administrerer ca. 17 % og Beskæftigelsesministeriet ca. 13 %. Ministerierne følger stort set de almindelige regler for effektiv tilskudsforvaltning, når det gælder projekt- og driftstilskud. Hovedparten (74 %) er imidlertid lovbundne bevillinger og bloktilskud, og der aflægges typisk ikke et særskilt regnskab for de enkelte tilskud.